# Maurice Valette
Pour les articles homonymes, voir Valette.
 (novembre 2012).
Maurice Valette (18 juillet 1885 à Sarlat - 5 janvier 1979 au Mans), est un poète, nouvelliste, auteur dramatique et auteur d’opérettes, lauréat de sociétés littéraires et académies nationales et régionales, prix exceptionnel Ronsard en 1924, aux Jeux Floraux de Toulouse.

## Biographie
Maurice Valette arrive au Mans, où se déroula toute son existence, en 1889 avec sa famille. Il fait carrière à la Mutuelle générale de France au service du contentieux.[réf. nécessaire]
Influencé par un frère journaliste qui le mena à écrire, ses premières œuvres datent de 1905. « Aimant le beau parler, sensible aux choses de la nature, à la présence des objets familiers », Maurice Valette commence à publier des vers : Le Nid du toit qui fut couronné par l'Académie française, L’Écho sonore, La Flûte et le Roseau.
En captivité en Allemagne durant la Première Guerre mondiale, il compose deux recueils poétiques : Le Coffret aux clous d’or, et Des pas sur l’argile. La troupe théâtrale du camp devait inscrire à son répertoire des œuvres de Maurice Valette, jouées dans des décors réalisés au camp, décors dont le théâtre de la ville de Munster en Basse-Saxe (Allemagne) fit l’acquisition.[réf. nécessaire]
La musique de ses opérettes fut composée par un compagnon de captivité[réf. nécessaire], Francisque Darcieux.
Il résida 4, rue Cauvin au Mans, « menant une vie discrète, refusant même d’appartenir à telle ou telle société littéraire pour préserver son indépendance ». Il fut néanmoins durant de longues années délégué pour la Sarthe de la Société des poètes français. Il décède le 5 janvier 1979 au 28 bis, rue de la Solitude au Mans.

## Prix littéraires
- prix Ronsard, 1924, aux Jeux Floraux de Toulouse[4]
- prix Fondation Le Métais-Larivière de l'Académie française, 1924, pour Le Nid du toit[5]
- premier prix au concours de la revue Poésie, 1924[6]
- Jasmin d'argent pour Le Pèlerin Agen 1927
- l’Académie du Var lui décerne le prix Jean Alcard, 1936
- la Société d’Encouragement au Bien le couronne sept fois
- l’Académie Nationale de Reims cinq fois
- Prix Jacques-Normand, 1919, de la Société des gens de lettres (SGDL)[7].

## Œuvres
- L’Écho sonore, Poèmes, 1913
- L'Amour au bandeau, Comédie en un acte, en vers, Éditions de la "Chanson française", 1914
- Le Coffret aux clous d’or, Poèmes, Les Gémeaux, 1920
- Des pas sur l’argile, Poèmes, Les Gémeaux, 1921
- Le Nid du toit, Les Gémeaux, 1923
- La Braise sous la cendre, Comédie en un acte, en vers, Les Gémeaux, 1923
- La Flûte de roseau, Poèmes, Les Gémeaux, 1923
- Trois, Six, Neuf, Opérette en 1 acte, musique de Francisque Darcieux, vers 1925
- La Bonne Aubaine, comédie en 2 actes, vers 1925
- Vite et Bien, comédie en 1 acte, vers 1925
- Pour marier Angélique, opérette en 3 actes, musique de Francisque Darcieux, vers 1925
- Pour marier Alexis, opérette en 3 actes, musique de Francisque Darcieux, vers 1925
- L’œil du maître, comédie en 1 acte, vers 1927
- Le Siège de Cambuzac, comédie en 1 acte, vers 1928
- L'Article 435, opérette en 1 acte, musique de Francisque Darcieux, vers 1930
- Le Livre des Sages et des Fous, Poèmes, imparu
- L'Eau sur le feu, Comédie en un acte, en vers, 1931
- Feu de paille, Comédie en un acte, Librairie Gabriel Enault, 1932
- 74, rue Mirabeau, comédie en un acte, M. Eschig, 1936
- Sans douleur, comédie en 1 acte, vers 1930
- Les Écluses du pactole, comédie en 1 acte, vers 1934
- Une fine lame, comédie en 1 acte, vers 1935
- La Tournée des Grands Ducs, comédie en 2 actes, vers 1935
- Le Lieutenant d'Esculape, comédie en 1 acte, vers 1935
- Plaids et bosses, comédie en 1 acte, A. Lesot, 1938